# Roberto Mieville
Roberto Mieville (Ferrare, 14 décembre 1919 - Latina, 11 avril 1955) était un homme politique italien, premier secrétaire à la jeunesse du Mouvement social italien.

## Biographie
Officier de carrière pendant la Seconde Guerre mondiale. Depuis le camp de prisonniers militaires de Hereford au Texas, dès janvier 1946, il figurait parmi les fondateurs des FAR, les Fasci di Azione Rivoluzionaria
Journaliste, il était l'âme nationaliste révolutionnaire et socialiste du Mouvement social italien, dont il était l'un des fondateurs, dirigeait le Front de la jeunesse après avoir été nommé à l'unanimité secrétaire national du groupe de la jeunesse et des étudiants.
Aux élections générales du 18 avril 1948, il était l'un des six députés du MSI élus à la Chambre des députés.
Agitateur et fidèle aux principes de la doctrine de Mussolini, il combattit au sein du Mouvement social italien contre toute dérive conservatrice et réactionnaire, en raison de la continuité idéale avec la nature anti-capitaliste, anti-monarchique et anti-atlantiste exprimée dans le Manifeste de Vérone de 1943.
En 1953, il est réélu à la Chambre des députés lors de la IIe législature, où il siège à la commission du travail, de l'émigration, de l'hygiène et des soins de santé.
Il est décédé à l'âge de 35 ans dans un accident de voiture le 11 avril 1955 près de Latina. Il a été remplacé à la Chambre par Giovanni De Totto (it).